# Beat The Traffic
Beat The Traffic är en webbaserad tjänst där det är möjligt att ta fram prognoser för trafikintensiteten i ett flertal städer i USA. Tjänsten hämtar sin information i realtid från ett mycket stort antal sensorer placerade vid vägar som är hårt trafikerade från ett flertal städer i USA.